# Margaret Nasha
Margaret Nnananyana Nasha (sinh ngày 6 tháng 8 năm 1947) là một chính trị gia người Botswana, từng là Chủ tịch Quốc hội từ năm 2009 đến 2014. Bà là người phụ nữ đầu tiên giữ vị trí này.
Nasha làm việc như một nhà báo và công chức trước khi tham gia chính trị, và cũng phục vụ với tư cách là Cao ủy Botswana tại Vương quốc Anh. Bà vào Quốc hội tại cuộc tổng tuyển cử năm 1994, và sau đó giữ chức bộ trưởng trong các chính phủ của Quett Masire và Festus Mogae. Một đại diện của Đảng Dân chủ Botswana (BDP), Nasha đã được bầu vào hội thảo sau cuộc bầu cử năm 2009. Sau cuộc cãi vã với Tổng thống Ian Khama, bà đã mất đề cử của BDP sang cho Gladys Kokorwe vào năm 2014, và năm 2016 đã chuyển sang Phong trào Dân chủ đối lập Botswana.

## Tuổi thơ
Nasha được sinh ra ở Kanye, thủ đô truyền thống của người Ngwaketse. Ngày sinh chính thức của cô là ngày 6 tháng 8 năm 1947, nhưng cô đã bày tỏ sự nghi ngờ về tính chính xác của nó. Là một trong mười anh chị em, Nasha trải qua thời thơ ấu ở Johannesburg, Nam Phi, sống với một chị gái. Cô trở lại Botswana để theo học trường tiểu học ở làng Mmathethe. Trong cuốn tự truyện của mình, Nasha kể lại rằng các cô gái thời đó chỉ được dạy đọc và viết để có thể viết thư cho những người chồng tương lai của họ, vốn được cho là sẽ phải di cư đến Nam Phi để kiếm sống.
Bởi vì cha của Nasha đã mất khi còn nhỏ, mẹ cô đã chuyển sang họ hàng nam để giúp tài trợ cho việc học của con gái mình. Họ miễn cưỡng bán một số gia súc của mình để cho phép cô học xong trung học. Sau khi rời trường, Nasha chuyển đến Gaborone (thủ đô của Botswana) để tham gia các lớp học tại Đại học Botswana. Cô cũng tìm được một công việc trong phòng thu của Radio Botswana, và sau đó được thăng chức lên phòng tin tức. Nasha làm phóng viên chính trị trong một số năm, nhưng cuối cùng đã rời khỏi ngành báo chí để tham gia vào công quyền. Bà giữ các vị trí cấp cao trong các bộ phận thông tin và đối ngoại, đồng thời phục vụ với tư cách là Cao ủy Botswana tại Vương quốc Anh.